# Phyllomedusa boliviana
Phyllomedusa boliviana es una especie de anfibios de la familia Phyllomedusidae.
Habita en Argentina, Bolivia y Brasil.
Sus hábitats naturales incluyen bosques tropicales o subtropicales secos y a baja altitud, montanos secos, marismas intermitentes de agua dulce y estanques. Está amenazada de extinción por la destrucción de su hábitat natural.